# Mauritz Västberg
Johan Mauritz "Moje" Västberg (i riksdagen kallad Västberg i Sundsvall senare Västberg i Åkeshov), född 17 september 1886 i Högbo, Gävleborgs län, död 10 november 1982 i Högalids församling, Stockholm, var en socialdemokratisk riksdagsman, chefredaktör för tidningen Nya Samhället, politisk skribent och agitator. 
Västberg var ledamot av riksdagens andra kammare 1922–1932 och av första kammaren från 1933. Han var gift med Disa Västberg. Makarna är begravda på Skogskyrkogården i Stockholm.